# 方廷實
方廷實（?—?），字公美。莆田人。
黃公度表兄。政和五年（1115年）進士。绍兴四年（1134年），为御史台检法官。八年，迁监察御史。紹興九年，遣往三京、淮北宣谕，擔任秘书少监，不久改宗正少卿。提点福建路，引用郑庆、郑广等人，以盗治盗，绍兴十八年，提点广南东路刑狱公事。二十年，卒於任上。著有《寿山居士集》，已佚。